# Generoso Rossi
Generoso Rossi est un footballeur italien né le 3 janvier 1979 à Naples en Italie. Il évolue au poste de gardien de but au Sorrente Calcio.

## Biographie

### En club
Generoso Rossi débute à l'AS Bari d'où il est prêté à Savoia et Crotone entre 1998 et 2000. Le 30 septembre 2000, il fait ses débuts en Serie A face au Hellas Vérone.
En janvier 2001, il signe au FBC Unione Venezia puis est transféré en 2002 à l'US Palerme quand Maurizio Zamparini, propriété de Venezia, achète le club sicilien. Il est prêté par la suite à l'US Lecce avant de partir pour l'AC Sienne.
Étant impliqué dans un scandale de matches truqués, il est suspendu un an en 2004. Il signe ensuite avec le Queens Park Rangers.
À l'été 2005 il signe à l'US Triestina. Il y reste trois ans et y joue 93 matches. Il est prêté au Calcio Catane en janvier 2008 mais est le troisième choix parmi les gardiens de l'effectif.
À l'été 2008 il signe au Gallipoli Calcio en Lega Pro Prima Divisione. Malgré la promotion en Serie B, l'équipe ne le conserve pas. En février 2010 il s'engage avec le Sorrente Calcio.

### En sélection
Generoso Rossi est sélectionné en équipe d'Italie espoirs en 2000 pour le tournoi de Toulon puis pour l'Euro espoirs en 2002.

### Source
- (en) Cet article est partiellement ou en totalité issu de l’article de Wikipédia en anglais intitulé « Generoso Rossi » (voir la liste des auteurs).